# 北部新区 (重庆市)
北部新区是中国重庆市下辖的一个经济管理区，设立于2001年。北部新区面积130平方公里，管辖渝北区的人和街道、天宫殿街道、大竹林街道、鸳鸯街道、翠云街道、礼嘉街道。
2016年2月24日，重庆市撤销北部新区，其职能划归两江新区。

## 交通

### 公路交通
有成渝高速环线、新成渝高速复线、渝邻高速、渝万高速4条国家级高速公路通过北部新区，另有机场高速和内环高速A2\A4通过北部新区。

### 铁路
拥有一等客运站重庆北站，每日始发动车组12对，快速列车27对，直达快速集装箱货车37列。

### 港口
拥有寸滩保税物流港区和重庆北港，年吞吐能力为中西部地区第一位。

### 航空
附近有重庆江北国际机场。